# Purén
Purén ist eine Stadt und Kommune im „kleinen Süden“ des Anden-Staates Chile. Sie liegt an dessen Nordwestgrenze im Norden der IX. Region (Araucanía), nur wenige Kilometer von der Regionalgrenze mit der Provinz Arauco, Región del Bío-Bío. Die Stadt liegt auf einer Ebene, die sich auf der östlichen Seite des Küstengebirges befindet (von den Mapuche Nahuelbuta genannt).

## Geschichte
Purén bedeutet in der Mapuche-Sprache „Land der Sümpfe“. Es war ein Ort des starken einheimischen Widerstands gegen das spanische Kolonialreich während des Krieges von Arauco.
1553 wurde ein kleiner Militärplatz an der Stelle errichtet, der „San Juan Bautista“ (Johannes der Täufer) genannt wurde. Im Jahr 1868 baute die chilenische Armee eine Festung am Rande des Dorfes. Im folgenden Jahr wurde die Gründung des Dorfes von Oberst Cornelio Saavedra Rodríguez befohlen.
Das Dorf erhielt Schweizer Einwanderer während des späten 19. und frühen 20. Jahrhunderts. Sie trugen zur städtischen und landwirtschaftlichen Entwicklung bei; zusätzlich eröffneten sie Feigenkaffee-Fabrik in Südamerika. Im Westen befindet sich außerdem die Gemeinde Contulmo nach deutscher Tradition sowie im Osten Los Sauces, eine Stadt der Stadtentwicklung, die von Schweizern und Deutschen gegründet wurde.

## Persönlichkeiten
- Óscar Vladimir Rojas (* 1958), Fußballspieler